# جون كولينز (رياضياتي)
جون كولينز (بالإنجليزية: John Collins)‏  (و. 1625 – 1683 م) هو رياضياتي من مملكة إنجلترا، ولد في أكسفورد، كان عضوًا في الجمعية الملكية، توفي في لندن، عن عمر يناهز 58 عاماً.

## جوائز
حصل على جوائز منها:
- زميل في الجمعية الملكية.